# Dickie Roberts: Kiedyś gwiazda
Dickie Roberts: Kiedyś gwiazda (ang. Dickie Roberts: Former Child Star) – amerykańska komedia z 2003 roku w reżyserii Sama Weismana. Wyprodukowany przez Paramount Pictures.

## Opis fabuły
Dickie Roberts (David Spade) jako dziecko był gwiazdą kina. Teraz dostaje szansę powrotu do show-biznesu. Ma zagrać przeciętnego faceta. By podołać roli, musi zobaczyć, jak wygląda zwyczajne życie. Zatrudnia rodzinę Finneyów i staje się jej członkiem.

## Obsada
- David Spade jako Dickie Roberts
- Mary McCormack jako Grace Finney
- Scott Terra jako Sam Finney
- Jenna Boyd jako Sally Finney
- Jon Lovitz jako Sidney Wernick
- Alyssa Milano jako Cyndi
- Rob Reiner jako on sam
- Craig Bierko jako George Finney

i inni